# John Holker, Jr.
 (juin 2022).
La mise en forme du texte ne suit pas les recommandations de Wikipédia : il faut le « wikifier ».
Les points d'amélioration suivants sont les cas les plus fréquents. Le détail des points à revoir est peut-être précisé sur la page de discussion.
- Les titres sont pré-formatés par le logiciel. Ils ne sont ni en capitales, ni en gras.
- Le texte ne doit pas être écrit en capitales (les noms de famille non plus), ni en gras, ni en italique, ni en « petit »…
- Le gras n'est utilisé que pour surligner le titre de l'article dans l'introduction, une seule fois.
- L'italique est rarement utilisé : mots en langue étrangère, titres d'œuvres, noms de bateaux, etc.
- Les citations ne sont pas en italique mais en corps de texte normal. Elles sont entourées par des guillemets français : « et ».
- Les listes à puces sont à éviter, des paragraphes rédigés étant largement préférés. Les tableaux sont à réserver à la présentation de données structurées (résultats, etc.).
- Les appels de note de bas de page (petits chiffres en exposant, introduits par l'outil «  Source ») sont à placer entre la fin de phrase et le point final[comme ça].
- Les liens internes (vers d'autres articles de Wikipédia) sont à choisir avec parcimonie. Créez des liens vers des articles approfondissant le sujet. Les termes génériques sans rapport avec le sujet sont à éviter, ainsi que les répétitions de liens vers un même terme.
- Les liens externes sont à placer uniquement dans une section « Liens externes », à la fin de l'article. Ces liens sont à choisir avec parcimonie suivant les règles définies. Si un lien sert de source à l'article, son insertion dans le texte est à faire par les notes de bas de page.
- La présentation des références doit suivre les conventions bibliographiques. Il est recommandé d'utiliser les modèles {{Ouvrage}}, {{Chapitre}}, {{Article}}, {{Lien web}} et/ou {{Bibliographie}}. Le mode d'édition visuel peut mettre en forme automatiquement les références.
- Insérer une infobox (cadre d'informations à droite) n'est pas obligatoire pour parachever la mise en page.

Pour une aide détaillée, merci de consulter Aide:Wikification.
Si vous pensez que ces points ont été résolus, vous pouvez retirer ce bandeau et améliorer la mise en forme d'un autre article.
Pour les articles homonymes, voir John Holker.
John Holker junior, né à Manchester en 1745 et mort à Berryville (Virginie) le 13 avril 1822, est un manufacturier français, inspecteur général des manufactures à la suite de son père et acteur de la Révolution américaine, nommé en 1778 consul de France en Pennsylvanie, puis en 1779 consul général de France pour les quatre États du Delaware, de Pennsylvanie, de New York et du New Jersey.
Il fut en même temps nommé agent général de la Marine royale de France et à ce titre eut à gérer la logistique et les finances du corps expéditionnaire français.

## Parcours

### Débuts en France

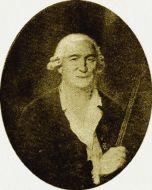
John Holker, père

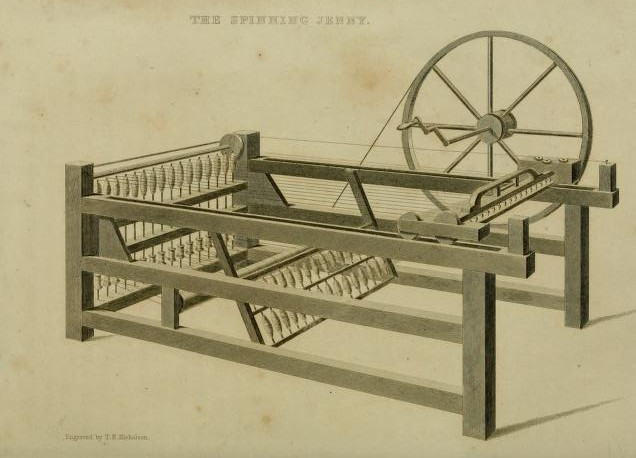
la spinning jenny d'Hargreaves

John Holker est le fils de John Holker et d'Elizabeth Hilton, né en 1745 à Manchester. Son père, un Jacobite capturé à la bataille de Culloden et condamné à mort, s'échappe en juin 1746 de la prison de Newgate à Londres et gagne la France, où sa mère le rejoint avec leur enfant. À Rouen où la famille s'est installée, il est initié très tôt aux pratiques de l'industrie textile par son père, qui l'associe progressivement à toutes ses affaires :
- à partir de 1764, il accompagne son père, inspecteur général des manufactures, dans ses tournées d'inspection[3],
- en 1768, il entre au capital de la société Chatel et Cie, créée à Rouen pour la production d'acide sulfurique[4],
- en 1768 également, il devient le 27 novembre l'adjoint de son père dans la charge d'inspecteur général des manufactures et écrit à son tour des rapports au bureau du Commerce[5],
- en 1769, il entre au capital de la manufacture de velours de coton de Sens, créée par son père en 1760, à l'occasion d'un nouveau tour de table[6].

Avec ses parents, il a reçu des lettres de naturalisation en décembre 1766. Le 26 avril 1769, il épouse à Rouen Saint-Jean Marguerite Quesnel, fille de Nicolas Louis Quesnel et d'Élisabeth Baraguey. Le père est un riche négociant et échevin de Rouen, conseiller-secrétaire du roi en la Chancellerie près le Parlement de Rouen, par sa mère, fille de Thomas Baraguey, officier en la Cour des monnaies de Rouen, et d'Elisabeth Marc, elle est la cousine germaine de Thomas Pierre Baraguey et la parente de Louis Baraguey d'Hilliers. Ils ont un fils, Jean, né en 1770, qui fera carrière lui aussi dans l'industrie. En 1771, se situe une mission qui fera date : à l'automne, John Holker junior part à la demande de son père pour l'Angleterre, avec mission de se renseigner sur les innovations technologiques apportées dans le domaine de l'industrie textile par Hargreaves (la spinning jenny, de 1765) et Arkwright (la water frame de 1769). Il réussit à se procurer une spinning jenny, qu'il expédie en pièces détachées en France. Il participe ensuite à son installation dans la manufacture de Sens,. Après avoir vérifié son bon fonctionnement et son haut rendement, elle sera copiée et installée dans les autres manufactures du royaume. De 1770 à 1774, son père résume ainsi ses activités : 

« Il a établi à Sens une méchanique très simple, très peu coûteuse, par le moyen de laquelle une femme file sur trente fuseaux à la fois un fil plus fin et plus uni qu'avec un rouet ordinaire et en expédie autant que six à sept fileuses... Il a fait construire à Rouen des moulins pour fabriquer des cartons pour les apprêts des petits lainages que nous n'avions jamais pu imiter ; il a monté également à Amiens des presses à chaud d'une nouvelle construction pour donner aux étoffes le lustre qu'on admire dans celles d'Angleterre... Il se propose aussi d'établir en Languedoc et autres provinces des manufactures de couperose, de blanc de céruse, d'alun, différentes branches de quincaillerie, et de perfectionner en général les apprêts des étoffes. Maintenant, il s'occupe à monter à Rouen des blanchisseries sur de nouveaux principes par le moyen desquels les opérations seront moins longues, moins coûteuses, et les toiles plus ménagées que par la méthode ordinaire »

Une activité débordante, donc, et qui touche à toutes les branches de l'industrie sauf la métallurgie. Holker junior suit de près la fabrication d'acide sulfurique en raison de ses multiples usages dans les industries précitées : blanchisserie, alun, teintures, etc. Il a pris en main le dossier de Chatel et Cie et demande en 1775 des avantages supplémentaires pour la compagnie, dont l'entrée en franchise de droits de 70.000 livres par an de salpêtre au lieu des 30.000 accordés en 1768. Sa demande est ratifiée par arrêt du 4 décembre. Le 22 janvier 1777, la consécration intervient : il est nommé inspecteur général des manufactures, aux appointements de 24.000 livres par an nous dit le biographe de son père, André Rémond.

### Participation à la Guerre d'Amérique

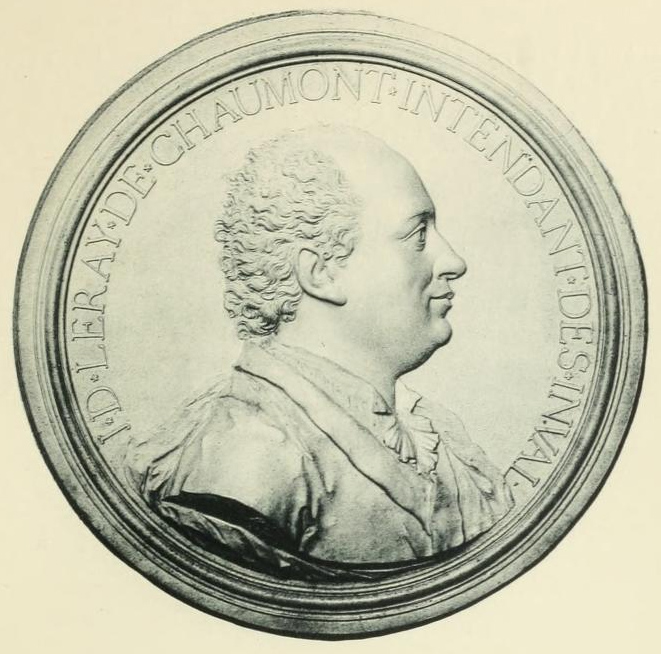
Le Ray de Chaumont, par Nini

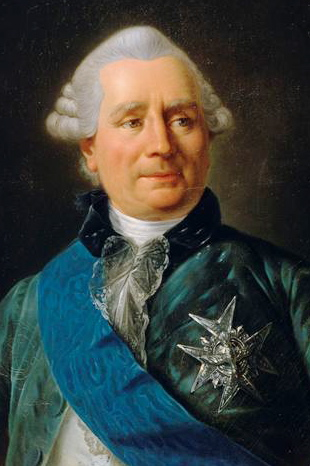
Vergennes, par Callet

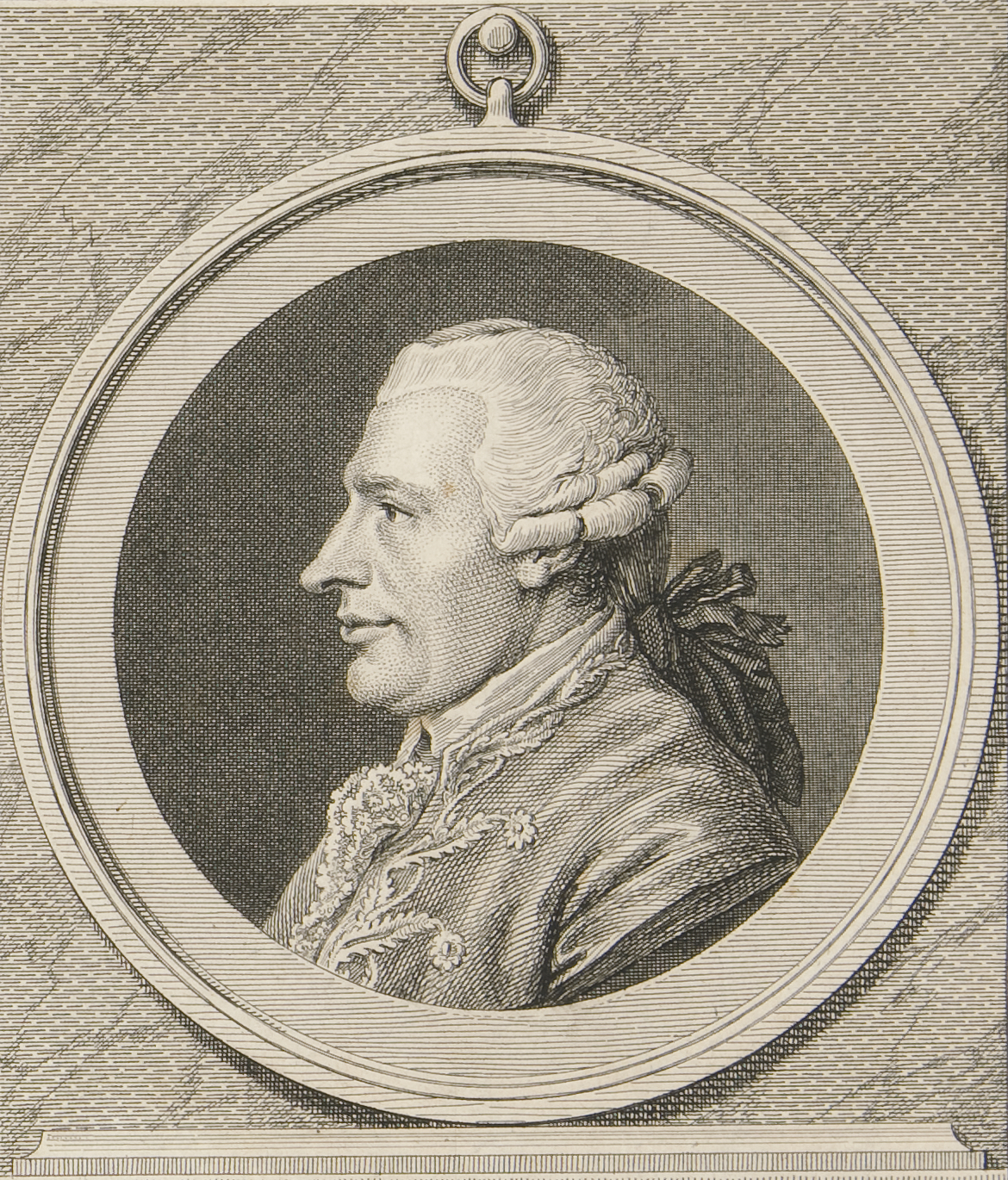
Conrad Alexandre Gérard

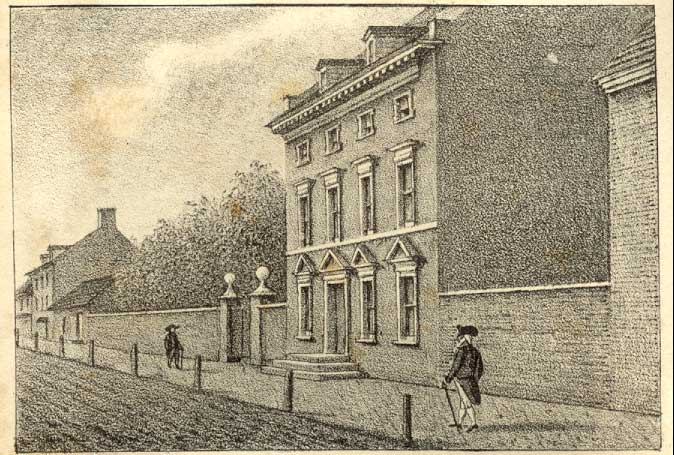
President's House, Philadelphie

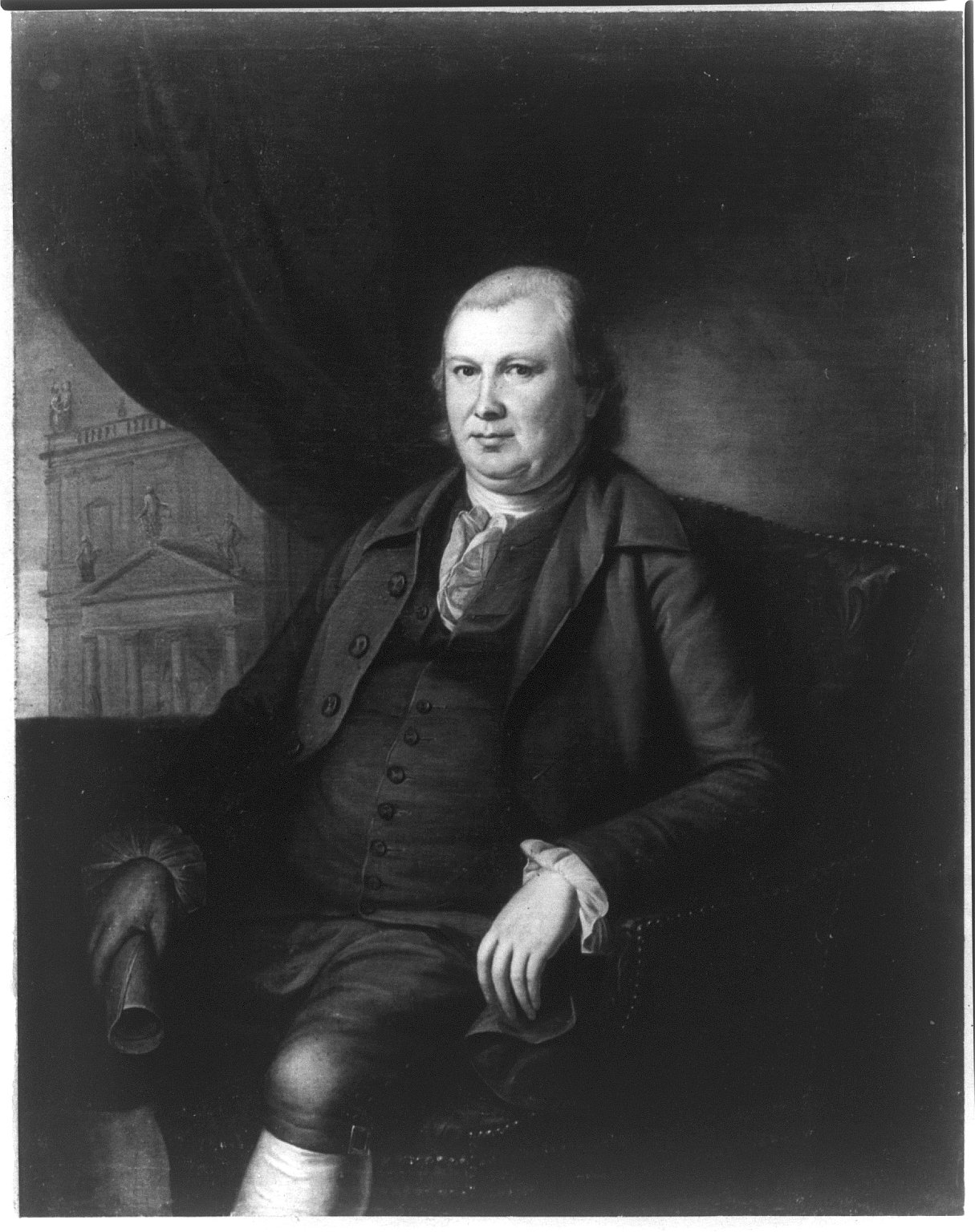
Robert Morris, par Charles Willson Peale

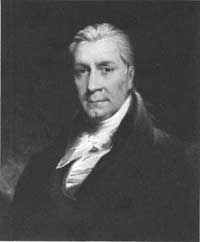
Thomas Fitzsimons

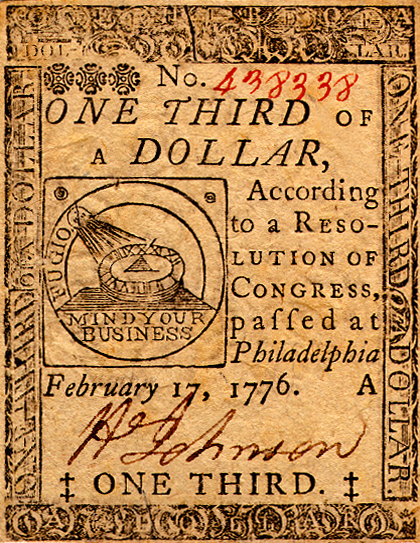
papier-monnaie émis par le Congrès en 1776

C'est la même année que prend corps l'aventure américaine d'Holker junior. Il a deux parrains qui vont jouer un rôle clé dans cette aventure : Le Ray de Chaumont et Benjamin Franklin, l'un et l'autre grands amis de son père. Chaumont est un riche financier aux activités multiples, notamment dans l'industrie textile. Son biographe, Thomas J. Schaeper, écrit à propos d'Holker père et fils : « Chaumont was one of the Holkers' first and most fervent supporters. Together with them and on his own, he contributed to the spread of the spinning jenny and other novelties ». Quant à Franklin, il partage pleinement le goût des Holker pour les inventions et le progrès technique, et est vite devenu ami proche du père. Les nombreuses lettres échangées, publiées par la Library of Congress, les National Archives (Founders online), les universités (spécialement Yale) et les associations témoignent de leurs relations, ainsi que les Mémoires de Franklin lui-même.

L'un des plus actifs lobbyistes auprès du ministre Vergennes est Le Ray de Chaumont. Si, en France, nombre d'intellectuels, dont Voltaire, se passionnent pour l'Amérique et l'esprit de liberté qui y souffle, les motivations du ministre sont plus mercantiles : il souhaite détacher l'Amérique de la dépendance britannique pour réorienter au profit de son pays le commerce transatlantique. Chaumont, qui rêve de nouveaux marchés pour ses entreprises, ne peut qu'abonder dans ce sens. Et, à Londres, l'agent du gouvernement, Beaumarchais, devance les souhaits de Vergennes, quand il esquisse des accords avec l'envoyé du Massachusetts, Arthur Lee, qui prévoient que des fournitures militaires seront envoyées aux insurgents en échange de produits locaux tels que tabac, coton, riz ou bois ; il propose par ailleurs d'envoyer, via la société qu'il a créée à cet effet, Roderigue Hortalez, de la poudre fabriquée en France aux insurgents ; en même temps, il donne une présentation flatteuse des forces américaines,. Vergennes se méfie et veut contrôler ces informations. En 1776, il envoie en Amérique un émissaire secret, Achard de Bonvouloir. En 1777, Beaumarchais est mis sur la touche mais Vergennes a de plus en plus besoin d'informations et de contacts avant d'engager officiellement la France. Il choisit sur le conseil de Chaumont de confier cette mission à Holker junior, et lui délivre le 25 novembre 1777 ses instructions. Henri Doniol commente ainsi cet épisode : 

« Cherchant à envoyer aux Etats-Unis quelqu'un d'apte à bien regarder et même à négocier, mais qui fut simplement un commerçant faisant des affaires, il demande ce quelqu'un à Le Ray de Chaumont. Le public crut un moment... que l'émissaire serait Beaumarchais... Ce fut au contraire un M. Holker fils, intéressé, il nous semble, avec Chaumont. Il aurait à regarder aux dispositions du Congrès et de ses chefs, à celles des Congrès provinciaux, à leurs ressources en argent, en troupes de terre, en marine, au mouvement commercial que pourrait offrir leurs ports ; il s'enquerrait du traitement que trouverait de la part des Etats-Unis une nation prête à soutenir leur cause ; il nous renseignerait enfin aussi précisément que possible sur la situation vraie des Anglais »

Henri Doniol ne se trompe pas quand il dit que Le Ray de Chaumont est en affaires avec les Holker, des affaires qui durent depuis plus de dix ans. Il leur a même présenté en avril 1777 l'envoyé américain Silas Deane avec qui ils ont conclu un important contrat de fournitures d'uniformes. C'est l'entreprise Sabatier et Després, de Montpellier, qui en a été chargée, sous la supervision d'Holker junior, et le transport s'est fait par Bordeaux, dans les bateaux de Beaumarchais.

Les instructions écrites données à Holker sont complétées d'instructions verbales, transmises à Chaumont par Conrad Alexandre Gérard, le premier commis de Vergennes. John Holker aura à éloigner les principaux du Congrès de faire la paix avec la métropole autrement que sur le pied de l'indépendance absolue et sous la condition que d'autres nations seraient garantes de cette paix, sans cela trop facile à rompre de la part de cette métropole. Holker part début décembre pour Dunkerque, juste avant que ne parvienne à Versailles la nouvelle de la victoire de Saratoga. Vergennes lui fait donc envoyer le 7 décembre de nouvelles instructions. Il y rappelle les motifs pour lesquels le Roi n'avait pas jusqu'ici donné des preuves effectives des dispositions favorables de la maison de Bourbon. Il y indique qu'en présence des succès américains, on attend de leurs représentants des propositions et que l'on réserverait à celles qui seraient faites ces preuves effectives. John Holker embarque finalement en février 1778, sans connaître le traité d'alliance qui vient d'être signé avec les États-Unis. Le 31 mars, Paris lui envoie le message suivant : 

« Lors de votre départ pour l'Amérique, vous avez été chargé d'assurer les membres du Congrès de toute l'affection que le Roi portait aux États-Unis, ainsi que des dispositions où était Sa Majesté de leur en donner des preuves dès que les circonstances le permettraient. Le Roi ne doute pas que vous n'ayez exécuté ponctuellement ses ordres. Les effets ont suivi de près les promesses dont vous étiez porteur, Sa Majesté ayant signé le 6 février un traité de commerce et d'amitié avec les députés du Congrès. Je crois devoir vous en informer, Monsieur, afin de vous mettre à même de consolider la confiance que vous avez certainement éprouvée de la part des Américains »

Les services de Vergennes sont un peu optimistes, car quand Holker se présente devant le Congrès siégeant à York, il n'a pas de lettres de créance sur lui, juste des lettres de recommandation de Silas Deane pour Robert Morris et de Benjamin Franklin pour John Hancock et Jonathan Williams Sr. et on doute qu'il parle au nom du gouvernement français. Mais sa situation va rapidement être officialisée avec l'arrivée de Gérard, nommé ministre plénipotentiaire de France aux États-Unis. Le 15 juillet à Philadelphie, Gérard nomme Holker consul de France pour la Pennsylvanie et agent général de la Marine royale, avec la responsabilité d'assurer les subsistances et fournitures de ce corps. Selon les arrangements entre Vergennes et Antoine de Sartine, son collègue de la Marine, Chaumont procure des crédits aux forces navales, qu'Holker utilise, dans un curieux mélange de genres entre public et privé. Le 6 août 1778, Gérard va en grande tenue présenter ses lettres de créance au Congrès, dans un carrosse à six chevaux qu'on a mis à sa disposition, tandis qu'Holker suit dans le carrosse de Gérard. Holker a pris résidence dans une des plus belles maisons de Philadelphie, The President's House, ainsi nommée parce qu'elle a abrité dans les années 1790 George Washington, et qui, au début des années 1770, était habitée par la fameuse famille Penn, d'où l'état tire son nom.
Mais c'est un peu plus tôt, le 4 juillet, qu'a lieu la rencontre la plus importante pour Holker, celle qui va rendre historique sa participation à la révolution américaine ; c'est en effet à un dîner ce jour-là qu'il voit pour la première fois le financier, marchand et homme politique Robert Morris, auquel Silas Deane l'a adressé et avec lequel il va échafauder une extraordinaire machinerie pour financer et soutenir l'effort de guerre. Les relations tumultueuses entre les deux hommes ont été débrouillées avec grand talent par Mary Gallagher, dans un article fort justement intitulé Private Interest and Public Good. Dès le 5 juillet, les deux hommes discutent d'un accord ; Morris est d'abord réticent, mais Holker réussit à le convaincre en lui faisant miroiter les bénéfices de l'opération. Et quelle opération : il n'est pas seulement question des fournitures de la marine française, mais aussi aux forces terrestres, d'import / export entre les deux pays, d'envois de marchandises aux Antilles françaises, de fournitures à l'armée américaine, avec en prime des spéculations diverses sur les denrées, le change, les obligations du Congrès, les terres, les fourrures et le privateering. L'argent coule à flots : en un peu plus de trois ans, Chaumont aurait envoyé aux États-Unis 8,2 millions de livres, non compris les marchandises. De juillet 1778 à janvier 1780, Morris n'est pas à proprement parler l'associé d'Holker, mais son agent, en principe rémunéré à la commission. Début 1780, ils deviennent associés dans William Turnbull et Cie. Turnbull a travaillé pour le comité secret du Commerce de Pennsylvanie et gérera les opérations pour leur compte.
Dans la monumentale édition des Papiers de Robert Morris, la liste des associés (ponctuels ou réguliers) d'Holker est donnée en note du volume 7. Elle est édifiante : côté français, Le Ray de Chaumont bien sûr, Sabatier et Després, La Caze et Mallet, les banquiers Le Couteulx et Ferdinand Grand ; les auteurs ont juste oublié Holker senior, Antoine Garvey et Baudard de Saint-James, associé dans les affaires de Sabatier. Côté américain, trois des pères fondateurs, John Langdon, Thomas Fitzsimons et bien sûr Robert Morris, Siméon et Barnabas Deane, frères de Silas Deane, William Duer, dont on reparlera, Matthew Ridley, Mark Pringle, Jonathan Williams Sr. et Jr, Stacey Hepburn, William Smith (en), de Baltimore, Benjamin Harrison V, de Virginie. Mention spéciale pour le marchand de Philadelphie Thomas Fitzsimons, un des très rares signataires catholiques de la Constitution, apprécié pour sa sagesse tant d'Holker que de Morris et qui servira d'arbitre dans leurs différends.
La justification de ce mélange entre affaires publiques et privées est relativement simple : il n'existe à l'époque aucune structure publique apte à financer cet effort de guerre et à le coordonner, alors que les marchands ont l'habitude de fonctionner en réseau, et les bénéfices des spéculations compensent les risques pris vis-à-vis d'un pouvoir mauvais payeur et qui manipule à tout va sa monnaie. En fait, les associés français d'Holker vont tomber dans un double piège : appâtés par leur rendement, ils placent une partie des fonds transférés en certificats de prêts du Congrès qui rapportent du 6 %,, sans se douter que ces fonds d'état vont se transformer en junk bonds, et forts des paroles rassurantes des autorités, ils vont se persuader que la monnaie remonterait, alors que Morris, pour son propre compte, fait tout le contraire : il ne conserve pas de cash et l'investit dès qu'il en a en marchandises : il évite ainsi les pertes liées à la dépréciation monétaire. Le coup de massue est asséné en mars 1780 : « Congress officially devalued "old emission" currency at a ratio of forty for one of specie, thereby repudiating a significant proportion of the debt it represented ». Les associés d'Holker vont donc essuyer des pertes considérables et ils vont batailler pendant des années pour obtenir des compensations, en vain. Chaumont, au bord de la ruine, devra réclamer un décret empêchant ses créditeurs français de saisir ses biens.
Les perturbations provoquées par la guerre et les besoins nouveaux exprimés par le corps expéditionnaire français entraînent des pénuries alimentaires qui compliquent singulièrement la tâche d'Holker. Il utilise le réseau des marchands pour se procurer les denrées nécessaires, mais entre souvent en compétition avec les commissaires américains : « [They] competed for supplies in North America, with the French enjoying a decisive advantage. French officials possessed specie and bills of exchange on Europe ». Néanmoins, après la brutale dévaluation américaine, on constate une méfiance vis-à-vis des lettres de change sur la France, qui se mettent à décoter elles aussi. Comme le gouvernement a mis l'embargo sur les exportations à destination des Antilles, lucratives car payées en espèces, Holker doit réclamer des exceptions pour le ravitaillement de la flotte. Elles lui sont accordées à contrecœur car elles font monter les prix et accroissent la pénurie intérieure. La population réclame un contrôle des prix, qui pourtant ne résoudrait rien. En octobre 1779 a lieu à Philadelphie un grave incident : les partisans du blocage des prix attaquent Fort Wilson, la résidence de James Wilson, un politicien allié de Morris et opposant à ce blocage. L'affaire dégénère en émeute avec deux douzaines de morts et de blessés.
Jusqu'à la fin de 1780, Holker jouit de la confiance des autorités françaises, qui le nomment consul général le 13 décembre 1779, avec compétences étendues à quatre états et des appointements de 10.000 livres. Dans ses fonctions diplomatiques, il fait le lien avec les autorités américaines, comme en témoignent ses nombreux échanges avec George Washington et les lettres où ce dernier parle de lui. Les éloges pleuvent. Silas Deane écrit à Holker père que son fils travaille bien et est universellement estimé ; Morris loue un homme whose honesty, virtue, and merit entitle him to everything I can do for him ; il ajoute que les États-Unis devraient être reconnaissants à la France d'avoir envoyé un homme tel que lui. Mais, en août 1780, le ministre de la Marine, Sartine, qui soutenait Holker, est démis de ses fonctions à la demande de Necker, qui n'admet pas le dérapage des dépenses de son ministère. Il est remplacé en octobre par Castries qui demande tout de suite à Holker la comptabilité de ses activités. C'est là que les choses se gâtent car Morris a convaincu Holker de lui laisser tenir les comptes et de ne pas en tenir un séparé pour la Marine. Grave erreur qu'Holker regrettera amèrement par la suite.
Le statut des deux associés change radicalement en 1781 : en mars, Morris accepte le poste de surintendant des Finances, après avoir obtenu de maintenir ses relations commerciales avec un réseau de partenaires privés qui lui sont plus que jamais nécessaires. Une de ses premières décisions est la création d'une banque, la première banque américaine, Bank of North America, lancée en mai grâce à de nombreuses souscriptions, celle, symbolique, de Benjamin Franklin, celle d'Holker, et la majorité au gouvernement. Il est trop absorbé par sa nouvelle tâche pour régler les comptes qu'il a avec Holker, mais ce dernier, qui n'est plus en odeur de sainteté, est sommé par Castries de choisir entre ses activités publiques et privées. Holker choisit en septembre de démissionner de ses fonctions de consul et agent de la Marine. C'est la fin de ses activités publiques. Patrick Clarke de Dromantin considère que les responsabilités financières de John Holker ont été considérables car pendant trois ans il a géré l'énorme machine de guerre mise en place pour le financement des dépenses de la guerre d'Amérique. et Mary Gallagher ajoute : « Without the assets available through Holker and without Morris un-republican skills and operations, the military effort against Great Britain might well have come to an end before his objectives were achieved ». Après sa démission, Holker aura encore l'occasion de soutenir l'effort de guerre (voir plus loin).
Le nom de John Holker a aussi été rendu célèbre à l'époque par une brigantine du port de Philadelphie, The Holker, qui était un bateau corsaire (privateer) devenu vite légendaire en raison de son insolent succès. C'est un marchand d'origine irlandaise, Blair McClenachan (en), qui l'avait baptisé ainsi en avril 1779 car « Any merchant aspiring to some of this lucrative trade [les fournitures à la flotte française et aux garnisons des Antilles] cultivated the good will of Monsieur Holker ». C'était en fait plus qu'un hommage car, selon le témoignage du juge Peters (en) à propos de George Washington qui réclamait du plomb dont il était venu à manquer au point d'envisager une retraite, Morris était associé pour la moitié des prises, Holker et McClenachan pour le reste, à ceci près que dans ce cas, il s'agissait juste d'un ballast chargé à la Martinique et ramené à Philadelphie en avril 1780. Ce navire était doté d'un équipage de plus de cent hommes et de seize canons. Il passait pour le plus rapide de ceux croisant au large des côtes américaines. En quatre ans, il a fait plus de 70 prises, assurant la fortune de son propriétaire. C'est une frégate britannique qui a mis fin à son règne en le coulant au large de la Martinique le 2 mars 1783. Petite anecdote : son capitaine, George Geddes, a donné en 1779 une paire de pistolets pris sur le Diana à George Washington, qui les a légués à La Fayette !

### Fin de vie aux États-Unis

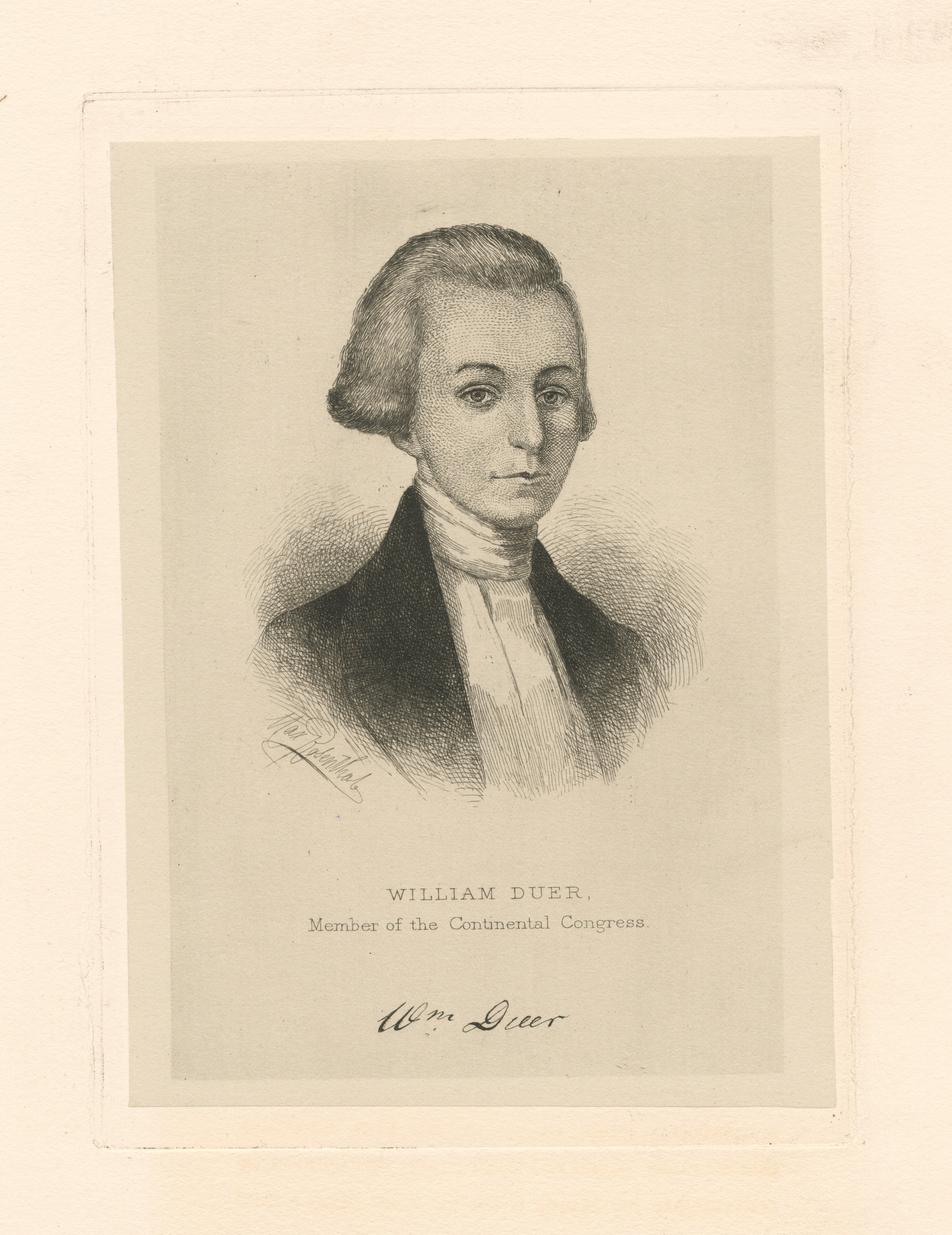
William Duer

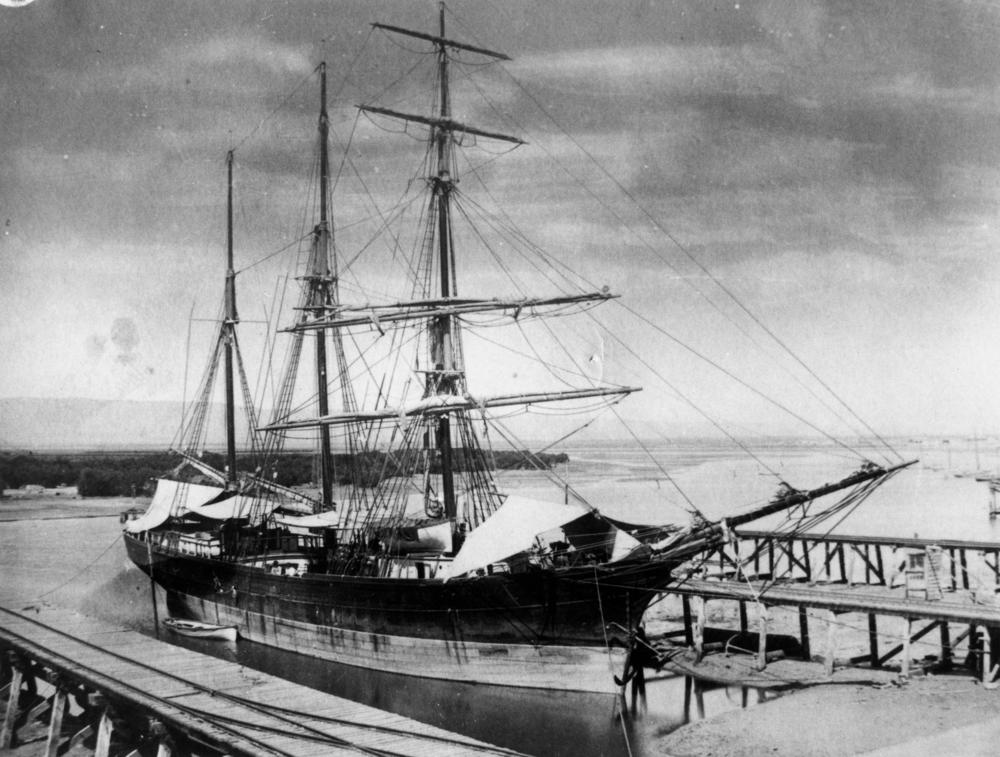
L'Empress of China, lancé en 1783

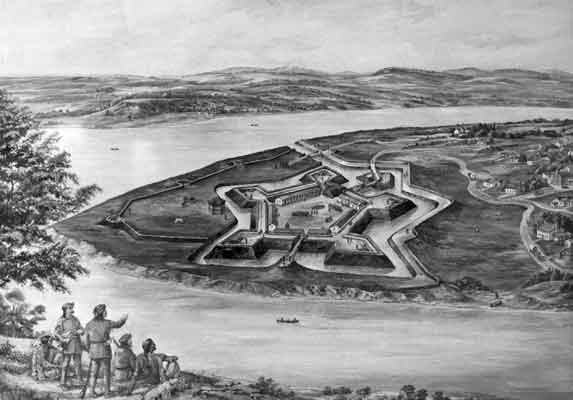
Fort Pitt en 1776

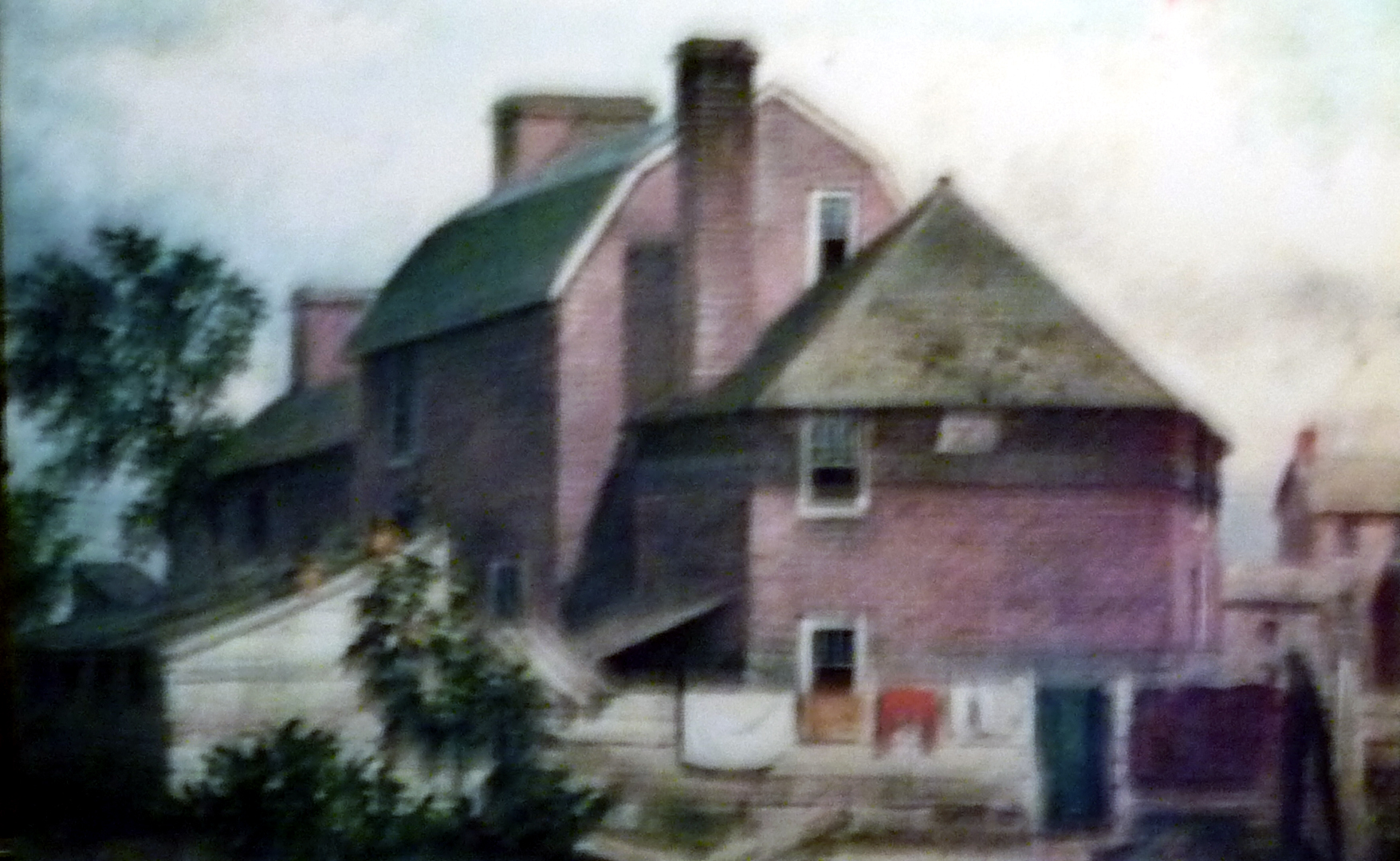
Fort Pitt Blockhouse, état ancien

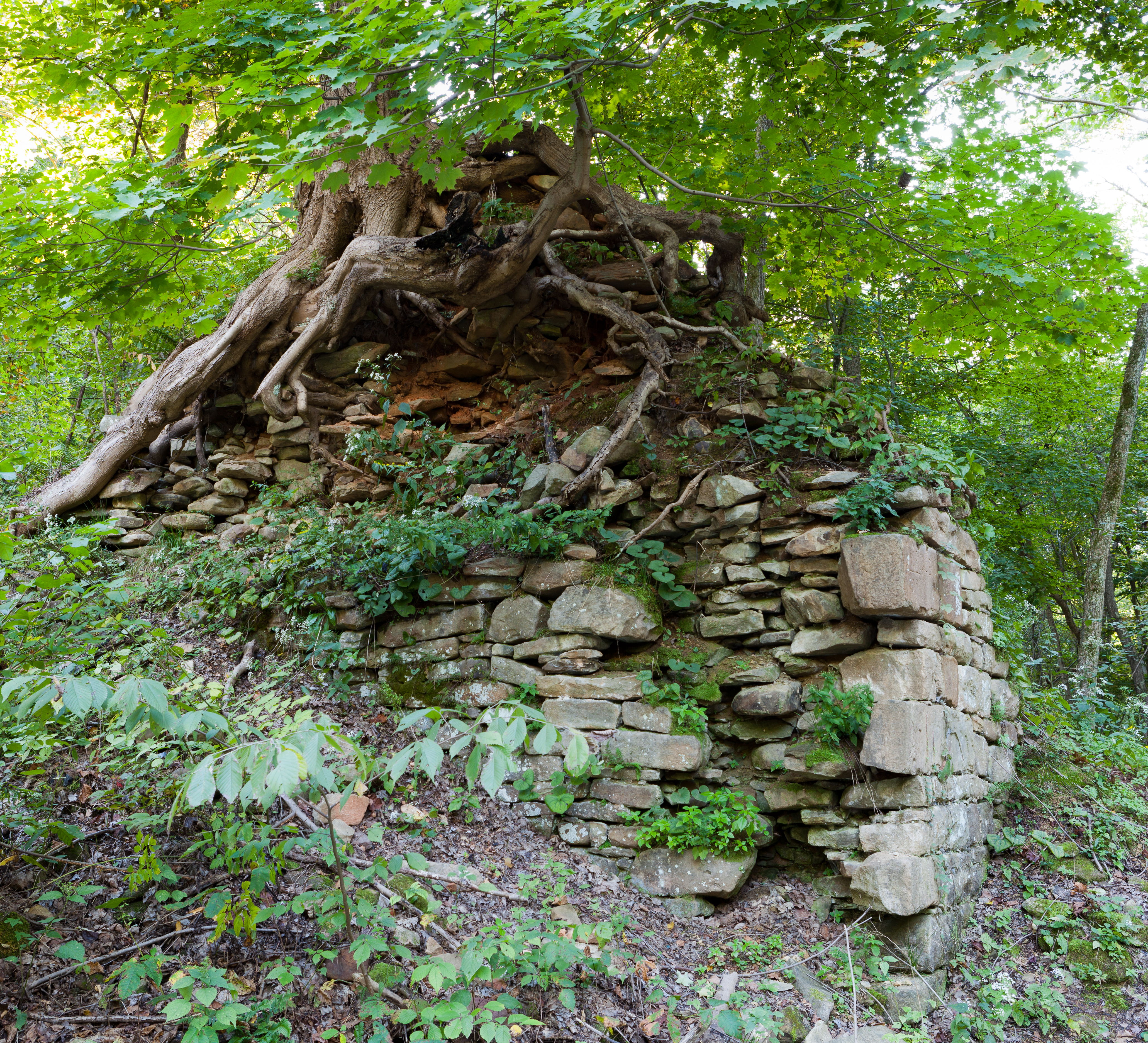
Les restes d'Alliance Furnace

Après sa démission, Holker se trouve devant deux défis : régler ses comptes avec Robert Morris et rebondir pour éponger les pertes subies. Il faudra attendre janvier 1784 avant que Morris ne transmette des comptes mais le règlement achoppera sur la demande de compensation des dépréciations subies par Holker. Les relations entre les deux associés se détériorent rapidement et Holker veut en appeler aux tribunaux. Cette dispute n'a rien d'anecdotique, car elle va entraîner une détérioration des relations franco-américaines, la partie française constatant le raidissement de Morris et s'inquiétant de plus en plus du remboursement des dettes contractées par les États-Unis. The interests of a foreign government which was both ally and creditor expanded the dispute from the private realm into the public arena. Holker consulte Thomas Fitzsimons et ce dernier lui explique qu'un arbitrage est préférable. Cet arbitrage sera confié à cinq marchands de Philadelphie, dont Fitzsimons lui-même ; il devra l'attendre cinq ans. Le verdict d'avril 1789 exonèrera Morris de toute responsabilité dans les dépréciations subies et finalement décidera qu'Holker doit la somme très symbolique de 1500 livres de Pennsylvanie à Morris.
La France a mis du temps à réagir à la démission d'Holker, mais en avril 1783, le nouveau contrôleur général des Finances, Henri Lefèvre d'Ormesson, découvre qu'il émarge toujours en qualité d'inspecteur général des manufactures ! Il lui envoie donc une lettre courtoise mais ferme où il lui donne six mois pour reprendre son poste, sinon son traitement sera supprimé. On s'étonne d'ailleurs qu'il ait pu cumuler ce traitement avec celui de 10.000 livres qui lui avait été octroyé en tant que consul. Holker demande un délai pour débrouiller ses affaires, et le ministre, bon prince, le lui accorde...
La reconversion d'Holker n'en sera pas vraiment une au commencement de ses activités privées : il continue avec son ami Morris ! En 1782, il soumissionne auprès de lui pour de gros contrats de fournitures à l'armée américaine. Il s'est en effet associé avec deux marchands, l'un connu et important, William Duer, l'autre beaucoup moins, Daniel Parker, dans la société Daniel Parker et Cie. Morris semble embarrassé puisqu'il cherche ailleurs, mais les autres sont plus chers ! Du coup, il revient vers son ami. D'autres contrats les attendent, du ravitaillement au transport de troupes. Mais la situation du pays frise la banqueroute au début de 1783 et les risques de mutinerie des troupes impayées contraignent Morris à demander l'aide d'Holker qui accepte de procéder à des distributions en nature. La nouvelle du traité de paix provisoire, parvenue à Philadelphie le 12 mars, met fin à cette situation critique.
Les nouveaux associés se lancent ensuite dans une affaire qui fera couler beaucoup d'encre, celle dite de l'Empress of China. Ils ont en effet constaté à quel point les États-Unis souffraient de la rupture des relations commerciales avec la Grande Bretagne pour tous les produits en provenance de Chine, au premier rang desquels le thé et la soie. Surprise : Morris qui avait ce projet en tête depuis 1780, rejoint les trois hommes à l'été 1783 et prend 50 % de l'affaire ! Le navire, qui avait été construit comme un privateer, est transformé au cours de l'hiver en cargo à coque doublée de cuivre, le premier navire marchand des États-Unis indépendants. Il appareille de New York pour Canton par la route est (cap de Bonne Espérance) le 22 février 1784, chargé de ginseng et d'espèces, et arrive à Canton le 28 août. Il en revient le 11 mai 1785, ramenant du thé, de la soie, de la porcelaine et du nankin. L'opération dégage un profit, considérable, de 25 %. Elle est en outre l'occasion d'établir des relations diplomatiques avec la  Chine, car à l'aller, le navire a transporté le futur consul Samuel Shaw (en).
D'autres liens se tissent en 1783, avant de se rompre avec fracas l'année suivante. D'abord, Turnbull et Cie accueille un nouvel associé : Peter Marmie. Il n'est autre que le secrétaire qu'Holker a amené avec lui de France, Pierre Marmie, qu'il avait connu alors qu'il travaillait chez son beau-père dans L. Quesnel et fils. En 1784, Robert Morris les quitte et Turnbull, Marmie va continuer dans une voie plus industrielle. Et en octobre 1783, Holker et Morris fondent la société Benjamin Harrison Jr. et Cie, dont ce dernier, fils du gouverneur de Virginie, assumera la direction, sans avoir de part dans le capital. Cette société sera exclusivement importatrice de produits européens. Les liens se dénouent en 1784 à l'inverse de l'autre société : c'est Holker qui quitte Benjamin Harrison Jr.
En mai 1784, alors que la situation s'est donc dégradée entre Morris, toujours ministre, et Holker, un coup dur atteint ce dernier : Daniel Parker, surendetté, s'enfuit à l'étranger alors que sa société, en liquidation, a des avances importantes à rembourser à l'État. Holker et Duer sont tenus pour solidairement responsables. Au moins, Parker ne participera pas aux bénéfices de l'Empress of China. À partir de là, la nouvelle cible d'Holker se situe plein ouest par rapport à Philadelphie, il s'agit de Pittsburgh, qu'il visera en utilisant Turnbull, Marmie. Cette société joint en effet ses forces à celles de deux personnalités de Pittsburgh, le major Isaac Craig (en) et le colonel Stephen Bayard qui ont acheté auprès des Penn d'importants terrains autour de la ville. Stephen Bayard a un profil historique peu commun : il descend d'une famille de huguenots français émigrés aux Pays-Bas, alliés aux Stuyvesant et partis pour le nouveau monde avec le dernier gouverneur hollandais de New Amsterdam (autrement dit New York), le fameux Pieter Stuyvesant.
En juin 1784, le premier projet commun est la création d'une distillerie, suivie d'une scierie, d'opérations foncières et commerciales (on retrouve ici le commerce du ginseng). Parmi les opérations foncières, il y a l'achat d'une partie de Fort Pitt à l'automne 1785, qui occupait une position stratégique au cœur du Pittsburgh actuel et au bord de l'Allegheny. Les associés en démontent les murs pour en récupérer les briques, avec lesquelles ils construisent un logement dans la redoute du Bouquet, aussi appelée Fort Pitt Blockhouse (en). Seul un petit bâtiment en est conservé. William Turnbull l'occupe en premier, puis Isaac Craig. Le fils de ce dernier, Neville B. Craig (en), y est né en 1787. Il semble que ces briques aient aussi servi pour construire la maison de John Gibson (en), le légendaire agent indien, qui fut la première maison de brique de Pittsburgh. En mars 1788, le partenariat entre Turnbull, Marmie et ses associés de Pittsburgh est dissous et diverses ventes d'actifs ont lieu qui permettront aux uns et aux autres de se lancer dans de nouvelles aventures.
Pour John Holker et ses deux associés de Turnbull, Marmie, c'est un saut dans l'inconnu, une entreprise industrielle comme il n'en avait jamais tenté : il travaille dès 1788 sur le projet Alliance Furnace (en), pionnier de la sidérurgie américaine. Les ressources naturelles en bois de la région sont abondantes et fourniront le charbon de bois nécessaire, celles en minerai de fer commencent juste à être connues, une opportunité qu'Holker saisit. Il choisit le site de Jacobs Creek (en), au sud-est de Pittsburgh. On trouve à proximité immédiate des gisements de minerai et de calcaire, et le torrent fournira la force motrice. C'est William Turnbull  qui dirige le chantier et ensuite l'usine. Il habite à Pittsburgh dans la seule maison en pierre de la ville, propriété d'Holker, qui reste à Philadelphie (il a déménagé pour Arch street). Le haut fourneau est mis à feu en novembre 1790. Parmi ses fabrications, des boulets de canon, qui alimenteront Fort Fayette, chargé de protéger Pittsburgh des attaques d'indiens. Alliance Furnace ne restera en activité que douze ans, victime de la concurrence suscitée par ses premiers succèsMoore 1959, p. 233-234. C'est maintenant un site inscrit au National Register of Historic Places.
La dernière étape de la carrière d'Holker se situe en Virginie : elle porte le nom de Springsbury, à Berryville dans le comté de Clarke. On est tout au nord de l'état et pas très loin de Washington, dans le Greenway Historic District, selon la classification du National Park Service. La région est vallonnée, avec un sol riche, et Springsbury se situe au bord de la Shenandoah. Le domaine a appartenu au beau-frère de George Washington, le colonel Fielding Lewis (en); son fils l'a vendu en 1781 et Holker l'a racheté en 1790. À l'époque, et avant division par les héritiers Holker, sa surface représente 1 070 acres. Dans les années 1790, il y fait construire une maison de maître, qui subsiste mais fortement remaniée, et des dépendances. C'est au début plus une maison de campagne car il a toujours sa résidence de Philadelphie. Plusieurs des constructions de la propriété seront ultérieurement classées, outre la maison principale et ses dépendances, Locke's Mill et Sweetwater. La gestion du domaine est confiée à Peter Royston. Vers 1815, Holker manifeste le désir de vendre Springsbury et commence par le proposer à Joseph Bonaparte, arrivé aux États-Unis et qui cherche une propriété, mais l'affaire ne se fait pas. Holker renonce finalement à vendre et finira sa vie à Springsbury. En 1818, il est peint par Gilbert Stuart, célèbre pour son portrait de George Washington. Il meurt le 13 avril 1822. Sa tombe est au cimetière d'Old Chapel à Millwood, non loin de Springsbury. La majeure partie de la propriété est, au début du XXIe siècle, entre les mains d'une fondation qui s'occupe du reboisement de Washington.